# Monnaz

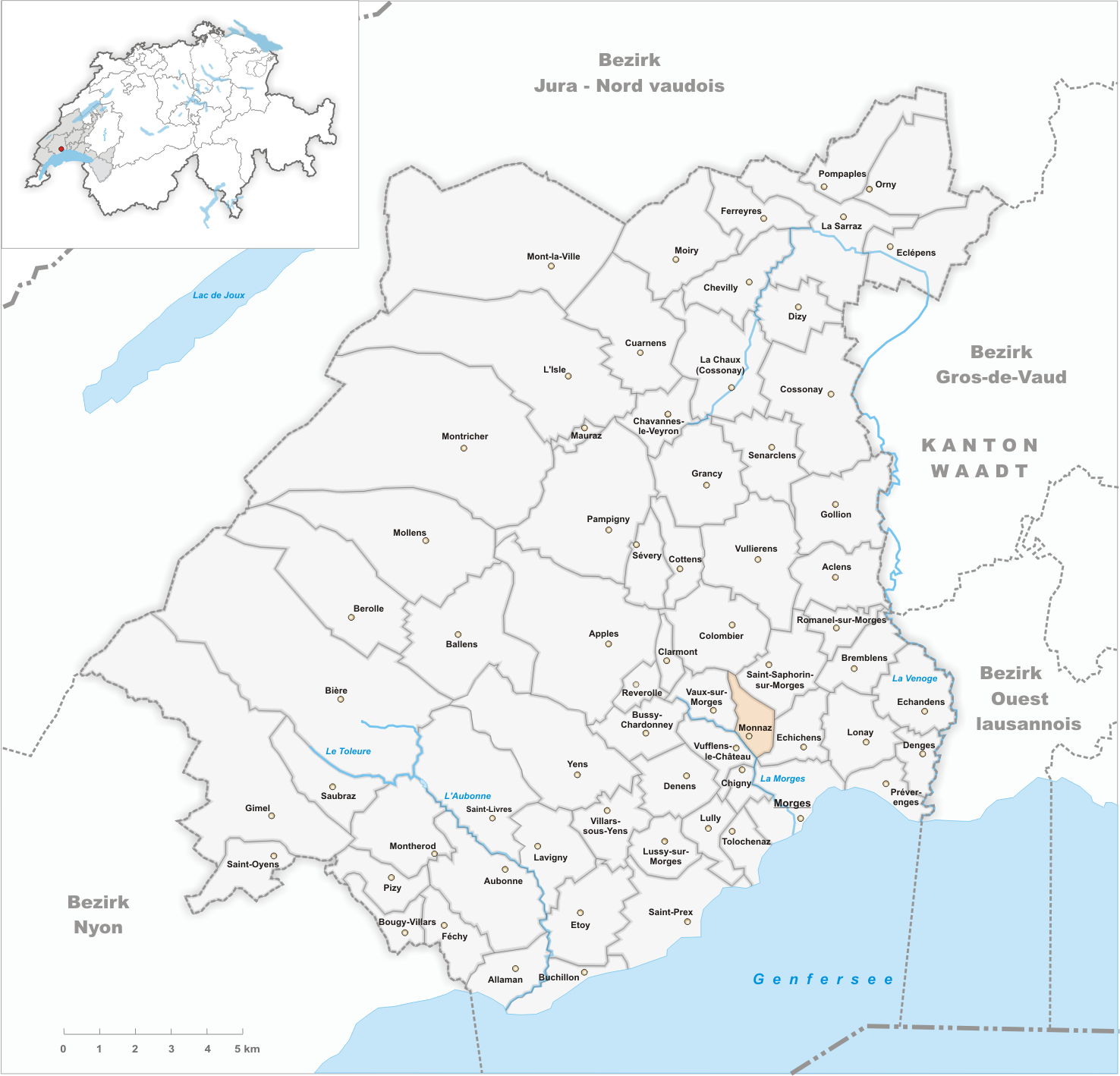
Gemeindestand vor der Fusion am 30. Juni 2011

Monnaz ist ein Ort und eine ehemalige Gemeinde im Bezirk Morges des Kantons Waadt in der Schweiz. Am 1. Juli 2011 ist Monnaz gemeinsam mit Colombier und Saint-Saphorin-sur-Morges zur Gemeinde Echichens fusioniert.

## Geographie
Monnaz liegt auf 485 m ü. M., zweieinhalb Kilometer nordwestlich der Bezirkshauptstadt Morges (Luftlinie). Das Dorf erstreckt sich am Südwestrand einer Hochfläche über dem Tal der Morges, gegenüber von Vufflens-le-Château, im Waadtländer Mittelland, an aussichtsreicher Lage rund 100 m über dem Seespiegel des Genfersees.
Die Fläche des 2,3 km² grossen Gemeindegebiets umfasst einen Abschnitt des Waadtländer Mittellandes nördlich des Genfersees. Das Gebiet wird im Südwesten vom rund 60 m tiefen Tal der Morges begrenzt, die Südostgrenze bildet ihr linker Seitenbach Baillon. Nach Norden erstreckt sich der Gemeindeboden über die leicht gewellte Hochfläche des Mittellandes und erreicht bei La Solitude mit 530 m ü. M. den höchsten Punkt von Monnaz. Von der Gemeindefläche entfielen 1997 8 % auf Siedlungen, 16 % auf Wald und Gehölze und 76 % auf Landwirtschaft.
Zu Monnaz gehören mehrere Einzelhöfe. Vor der Fusion waren die Nachbargemeinden von Monnaz Vufflens-le-Château, Vaux-sur-Morges, Colombier, Saint-Saphorin-sur-Morges und Echichens.

## Bevölkerung
Mit 372 Einwohnern (Stand 31. Dezember 2010) gehörte Monnaz zu den kleinen Gemeinden des Kantons Waadt. Von den Bewohnern sind 87,5 % französischsprachig, 7,5 % deutschsprachig und 1,4 % italienischsprachig (Stand 2000). Die Bevölkerungszahl von Monnaz belief sich 1900 auf 139 Einwohner. Seit 1970 (128 Einwohner) wurde eine rasante Bevölkerungszunahme mit fast einer Verdreifachung der Einwohnerzahl innerhalb von 30 Jahren verzeichnet.

## Wirtschaft
Monnaz war bis in die zweite Hälfte des 20. Jahrhunderts ein vorwiegend durch die Landwirtschaft geprägtes Dorf. Noch heute hat der Ackerbau eine wichtige Bedeutung in der Erwerbsstruktur der Bevölkerung. Am Hang über der Morges gibt es einige kleine Weinbaugebiete (insgesamt 8 ha). Nur wenige Arbeitsplätze sind im lokalen Kleingewerbe und im Dienstleistungssektor vorhanden. In den letzten Jahrzehnten hat sich das Dorf dank seiner attraktiven Lage zu einer Wohngemeinde entwickelt. Viele Erwerbstätige sind deshalb Wegpendler, die vor allem in Morges und in Lausanne arbeiten.

## Verkehr
Die Gemeinde ist verkehrstechnisch gut erschlossen, obwohl sie abseits der grösseren Durchgangsstrassen an einer Kantonsstrasse von Morges nach Clarmont liegt. Der Autobahnanschluss Morges-Ouest an der 1964 eröffneten A1 (Genf-Lausanne) ist rund 3 km vom Ort entfernt. Durch einen Postautokurs, der von Morges nach Apples verkehrt, ist Monnaz an das Netz des öffentlichen Verkehrs angeschlossen.

## Geschichte
Die erste urkundliche Erwähnung des Ortes erfolgte 1213 unter den Namen Mona und Monna. 1221 erschien die Bezeichnung Muna und 1453 der heutige Ortsname. Er geht vermutlich auf den lateinischen Personennamen Monnus zurück. Seit dem Mittelalter unterstand die kleine Herrschaft Monnaz den Herren von Montricher. Mit der Eroberung der Waadt durch Bern im Jahr 1536 kam Monnaz unter die Verwaltung der Vogtei Morges. Nach dem Zusammenbruch des Ancien Régime gehörte das Dorf von 1798 bis 1803 während der Helvetik zum Kanton Léman, der anschliessend mit der Inkraftsetzung der Mediationsverfassung im Kanton Waadt aufging. 1798 wurde es dem Bezirk Morges zugeteilt.

## Persönlichkeiten
- Frédéric Monod (1794–1863), evangelischer Geistlicher in Paris

## Sehenswürdigkeiten
Die Kirche von Monnaz, bereits im 12. Jahrhundert erwähnt, erfuhr 1680 und 1878 grössere Umbauten. Das Schloss mit einem quadratischen Treppenturm stammt in seinem Kern aus dem 14. Jahrhundert, es wurde aber im 18. und 19. Jahrhundert grundlegend umgestaltet. Der Ortskern mit seinen Häusern aus dem 18. und 19. Jahrhundert hat sein Erscheinungsbild bewahrt.